# Joseph-François-Nicolas Dusaulchoy de Bergemont

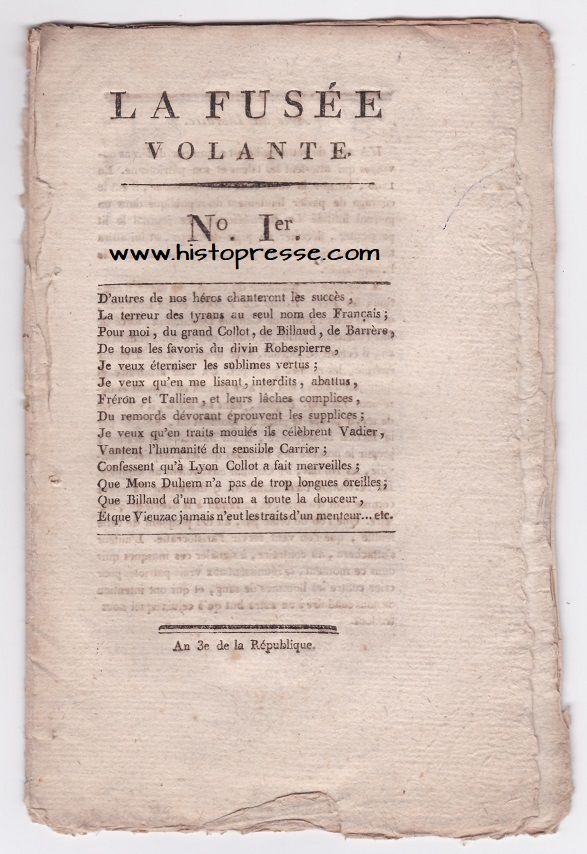
Dusaulchoy La Fusée Volante 1795.

Joseph-François-Nicolas Dusaulchoy de Bergemont, né le 21 février 1760 à Toul et mort le 25 juillet 1835 à Paris, est un dramaturge, écrivain et journaliste français.
Dusaulchoy séjourna d’abord quelque temps en Hollande, où il coopéra à la rédaction de la Gazette d’Amsterdam. De retour en France, il embrassa avec ardeur les principes de la Révolution et rédigea successivement le Courrier national, Le Républicain, de juillet à décembre 1791 Les Révolutions de France et de Brabant à la suite du départ de Camille Desmoulins, la Semaine politique et littéraire au premier trimestre 1792, puis sous la République, le Batave ou le Sans-culotte.
Emprisonné sous la Terreur, il fut relâché après la chute de Robespierre et entra, vers la fin de 1796, dans les bureaux du ministre de la police, qui lui confia la surveillance des journaux. Privé plus tard de cette place, il fut attaché à la rédaction du Journal des arts, des sciences et de la littérature, puis à celle du Courrier de l’Europe, qui fut plus tard incorporé au Journal de Paris. Dusaulchoy crée en 1795 le journal La Fusée Volante qui aura 8 numéros.
Il descendrait du célèbre médecin Antoine Vallot qui sauva la vie à Louis XIV, à Calais, en 1658, après la bataille des Dunes.

## Œuvres
- Almanach du peuple, 1792-1793, 2 vol. in-18.
- Confédération générale des fidèles et leur réunion au tombeau de Louis XVI, 1797, in-8°.
- Histoire du couronnement de Napoléon, discours préliminaire de Joseph Lavallée, Paris, Debrar, an XIII, in-8°.
- Rappel des dieux, ou le Conseil céleste, scènes héroïques pour la naissance du roi de Rome, 1811, in-8°.
- Épitres à Esménard, 1811, in-8°.
- Soirées de famille, recueil philosophique, moral et divertissant, 1817, 3 vol. in-12.
- Le Censeur ambigu, littéraire, politique et philosophique, 1817, 2 vol. in-12.
- Le Causeur, ambigu littéraire, critique moral et philosophique, 1817
- Mahomet II, ou les Captifs vénitiens (avec Pierre-Joseph Charrin), drame héroïque en 3 actes, représenté au théâtre de la Porte-Saint-Martin le 4 novembre 1820.
- Le Protégé de tout le monde, comédie vaudeville en 1 acte, avec Aimé Desprez et Alexandre-Joseph Le Roy de Bacre, théâtre de la Porte-Saint-Martin, 12 novembre 1822.
- Le Protégé de tout le monde, avec Aimé Desprez, comédie-vaudeville en 1 acte, Paris, 1822, in-8°.
- Mosaïque historique, littéraire et politique, etc.
- Odes.
- Les Nuits poétiques.

## Sources
- François-Xavier Feller et Charles Weiss, Biographie universelle : ou, dictionnaire historique des hommes qui se sont fait un nom par leur génie, leurs talents, leurs vertus, leurs erreurs ou leurs crimes, t. 3, Paris, 1867, 716 p. (lire en ligne), p. 371-72.